# Loury
Loury település Franciaországban, Loiret megyében. Lakosainak száma 2582 fő (2022. január 1.). Loury Bougy-lez-Neuville, Chilleurs-aux-Bois, Marigny-les-Usages, Neuville-aux-Bois, Rebréchien, Sully-la-Chapelle, Traînou és Vennecy községekkel határos.

## Népesség
A település népességének változása:
| Lakosok száma | 1039 | 1413 | 1810 | 2425 | 2578 | 2516 | 2452 | 2492 | 2515 | 2582 |
|               | 1968 | 1982 | 1990 | 2006 | 2013 | 2015 | 2017 | 2019 | 2020 | 2022 |